# Nymburk město
Nymburk město – stacja kolejowa w Nymburku, w kraju środkowoczeskim, w Czechach. Znajduje się na wysokości 190 m n.p.m. Jest drugą stacją kolejową w mieście po Nymburk hlavní nádraží.
Jest zarządzana przez Správę železnic. Na stacji znajdują się kasy biletowe, na których istnieje możliwość zakupu biletów na wszystkie pociągi w tym międzynarodowe oraz rezerwacji miejsc.

## Linie kolejowe
- 060 Poříčany - Nymburk
- 061 Nymburk - Jičín